# Debee Ashby
Debee Ashby (Meriden, Warwickshire; 2 de julio de 1968) es una modelo de glamour británica. Ha aparecido en diversas revistas y tabloides británicos durante las décadas de 1980 y 1990, destacándose por ser una chica de la Page 3 del diario The Sun.

## Carrera profesional
Ashby nació en Meriden (Midlands Occidentales). Su carrera como modelo comenzó cuando su madre, Anne Ashby, la llevó a la edad de 16 años, a un estudio de fotografía de glamour en Coventry. En los primeros días como modelo, Anne Ashby sugirió que madre e hija posaran juntas en topless "para que papá pudiera tener la foto", una petición que Ashby reconoció más tarde que la hacía sentir "rara". A finales de 1983, comenzó a aparecer en la página 3 de The Sun y en revistas masculinas británicas. Como consecuencia, fue expulsada de la escuela King Henry VIII, de Coventry, antes de terminar sus estudios de bachillerato. A continuación, modeló para otras muchas publicaciones y también protagonizó varios vídeos softcore. En 1996 se retiró del mundo del glamour.
Posteriormente, Ashby se arrepintió de su carrera como modelo de glamour. Señaló que sufrió bulimia durante unos siete años, que los hombres solían aprovecharse sexualmente de las jóvenes modelos de glamour y que se sometió a terapia durante cuatro años. Apoyó la decisión de eliminar la página 3 de The Sun, afirmando que si tuviera una hija, no querría que se convirtiera en modelo de glamour.
En 2018, con 50 años, Ashby apareció en una publicación de glamour con fines benéficos, para The Sun, apareciendo junto con otras ex modelos de la página 3, para recaudar fondos para el tratamiento de cáncer de una ex modelo. Ella y las otras modelos fueron fotografiadas cubriendo sus pechos con las manos.

## Vida personal
Ashby mantuvo una controvertida y muy publicitada relación con el actor estadounidense Tony Curtis cuando ella tenía 17 años y él 59, durante la cual pasó un tiempo en su casa de Palm Springs. "No se trataba sólo de mis pechos... Dijo que tenía una personalidad interesante". También se la relacionó con el guitarrista de Status Quo, Rick Parfitt, y con el gángster Reggie Kray.
Ashby se casó con el músico de sesión Richard Mead en 1992, pero el matrimonio terminó dos años después. Tras retirarse del mundo del glamour, se trasladó a la Isla de Man en 1996, donde se casó con Dave Wookey en 1999. La pareja tuvo un hijo en 2000, pero posteriormente se divorciaron. Posteriormente, Ashby vivió con su pareja Johnny Mills.